# 花山院師継
花山院 師継（かさんのいん もろつぐ）は、鎌倉時代の公卿。花山院忠経の四男。兄に花山院定雅がいる。母は葉室宗行の娘。子に花山院師信、娘（西園寺実兼妻）。養女に後醍醐天皇の生母談天門院がいる。正二位。内大臣。

## 略歴
- 貞応元年（1222年）に花山院忠経の四男として生まれる。
- 文永 8年（1271年）に内大臣（1271年 - 1275年）となる。
- 弘安 4年（1281年）に薨去。

## 系譜
- 父：花山院忠経
- 母：葉室宗行の娘（藤原北家勧修寺流出身）
- 妻：毛利季光の娘
  - 男子：花山院師信（1274-1321）
- 生母不詳
  - 男子：花山院頼兼
  - 男子：花山院忠季
  - 男子：花山院忠兼
  - 男子：宣忠 - 尊勝院
  - 男子：厳忠 - 尊勝院大僧都
  - 男子：心性（空厳）
  - 女子：西園寺実兼室